# Mose
Mose betegner et vedvarende sumpet vådområde. Mange moser er opstået ved tilslemning af søer. Det vil i første omgang føre til dannelsen af en lavmose, som har mange træk fælles med den oprindelige sø. Mange lavmoser er derfor både mineralrige og neutrale eller basiske.
Under specielle forhold fortsætter moseopbygningen ved opvækst af forskellige tørvemosser (Sphagnum), sådan at der dannes en højmose, hvor forholdene er kendetegnet ved mineralfattigdom og sur reaktion.
Spagnum i moser (mest dødt og noget levende tørvemos) i større mængder viser sig at modvirke oversvømmelser, da spagnum kan holde vand op til 20 gange sin tørvægt.

## § 3-naturtype
Moser er i Danmark som udgangspunkt beskyttet af Naturbeskyttelseslovens §3, en såkaldt § 3-naturtype. I 2016 var der 101.773 hektar § 3-beskyttet mose i Danmark, hvoraf 19% ligger i et Natura 2000-område.